# DRAGON GATE〜龍の扉〜
『DRAGON GATE〜龍の扉〜』（ドラゴンゲート〜りゅうのとびら〜）は、TNCで毎月1回、日曜深夜（月曜未明、JST）に放送されている1時間のプロレス中継番組。前身番組である『UNO DOS TRES 闘龍門』（ウノ・ドス・トレス・とうりゅうもん）についてはTNCとDRAGON GATEの両者が同一番組に位置づけているため、この項目で述べる。DRAGON GATEの詳細については、同項目を参照のこと。

## 歴史
2002年12月に『UNO DOS TRES 闘龍門』として放送開始。当時、闘龍門JAPANと繋がりが深い人物がTNC東京支局に居たため、地縁の全く無い福岡でプロレスの放送が始まるという異例のスタートとなった。第1回目の放送は、国立代々木競技場第2体育館大会の模様を伝える特番であったが、2度の放送でいずれも視聴率が良かったことから、月に1回のレギュラー番組に昇格した。
その後、2004年に闘龍門JAPANがDRAGON GATEに名称変更したため、7月の放送から急遽番組名を『UNO DOS TRES 闘龍門』から『DRAGON GATE〜龍の扉〜』に変更した。
コンスタントに高い視聴率を維持していることから優良コンテンツとして全国のネット局から注目され、関西テレビに番販したり、フジテレビのイベントで「お台場毎日プロレス」を開催するきっかけにもなっている。また、2005年には瞬間最高視聴率が7%を超えたことも業界で話題となった。2008年以降は年内最終戦を福岡国際センターで開催するようになり、特番枠として即日放送されている。
2011年8月より『プロレス新伝説 DRAGON GATE』にリニューアル。隔月放送となった。
(プロレス新伝説DRAGON GATE以降)
2020年以降は、GAORAや、DRAGON GATE NETWORKが、福岡大会を(DRAGON NETWORKは、ほぼ)たまに、中継放映を独占する為、年内最後の福岡国際センター大会のみとなっている。

## 概要
番組レギュラー後は、主に福岡大会の模様を放送している。博多スターレーンもしくはテレビ西日本本社内パヴェリアホールで行われる大会に協賛しているが、福岡大会の無い月の放送では、他地区の興行へ出張して放送するスタイルを取っている。
1時間の放送内容は、注目の試合の放送のほか、各ユニットへのインタビュー、選手によるチャレンジコーナーなど。この番組によって、DRAGON GATEの選手たちは福岡での知名度がアップしており、CIMAは「東京や（本拠地の）神戸以上に認知度が高い」と話している。
番組のMCは、ハヤブサと親友の間柄であるなど大のプロレスファンとして知られる博多大吉。CIMAらがしばしば大会やインタビューにて突拍子も無く「華丸大吉!」などと叫ぶことがあるが、それはこの番組が縁である。
番組筆頭スポンサーは穴吹工務店。しかし2009年に経営破綻したため、以後は事実上“ノンスポンサー状態”となっている。

## 出演者
- MC：博多大吉（博多華丸・大吉）
- 解説：岡村隆志（DRAGON GATE社長）、その他ゲスト（天龍源一郎、望月成晃ら）
- TNC担当アナウンサー：大谷真宏（実況中心）、新垣泉子 (番組開始～)（MC。高山や男性アナウンサーに影響されていつの間にかファンになり、2009年12月の特番を担当したのがきっかけ）

### 過去の出演者
- 高山梨香（TNC在籍時の2007年度MC）
- 未欧、海里（2009年度までアシスタント。ともにモデル）
- 坂梨公俊（予告・大会告知CMナレーションも担当。2010年度はニュースへ転出）

### 備考
近年は番組を買っている関西テレビでも、自社を会場に大会が組まれるときは自社制作しているが、その時にかかわるアナウンススタッフの一人に大橋雄介がいる。大橋は大谷同様、野球・競馬など多くのスポーツ中継に関わっている。